# Embalse de Mansilla
Der Mansilla-Stausee (span. Embalse de Mansilla) ist einer der kleineren Stauseen im Norden Spaniens. Er wird hauptsächlich von den Flüssen Río Najerilla, Río Gatón, Río Cambrones und Río Portilla sowie deren Nebenflüssen gespeist, die allesamt zum Einzugsgebiet (cuenca) des Ebro gehören.

## Lage
Der Mediano-Stausee befindet sich in der Comarca Anguiano in der Autonomen Gemeinschaft La Rioja in einer Höhe von ca. 920 Metern Höhe ü. d. M. Bei einer maximalen Breite von etwa 400 Metern erstreckt er sich südlich des neu errichteten Dorfes Mansilla de la Sierra auf etwa 3,5 Kilometern Länge in west-östlicher Richtung.

## Geschichte

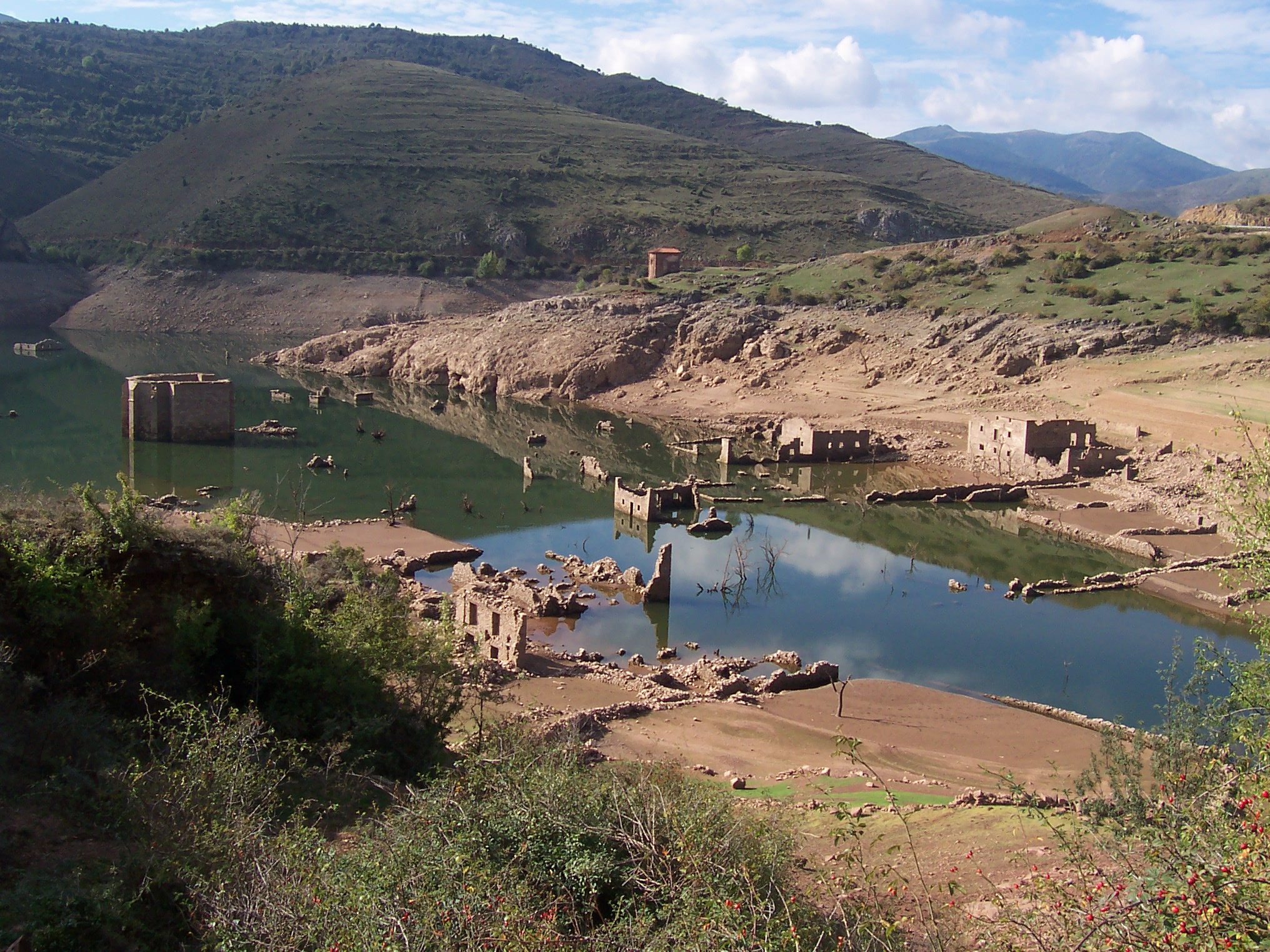
Ruinen der untergegangenen Ortschaft Mansilla (September 2006)

Bereits in den Zeiten der Zweiten spanischen Republik gab es konkrete Pläne am Oberlauf des Río Najerilla, aber etwas weiter nördlich und somit etwas tiefer, einen Stausee zu bauen und auf diese Weise den Untergang des Ortes Mansilla zu verhindern. Im Jahre 1935 wurde mit den Arbeiten begonnen, die jedoch aufgrund des Spanischen Bürgerkriegs eingestellt wurden. Unter der Franco-Diktatur wurde Mitte der 1950er Jahre mit den Vermessungsarbeiten und Planungen für einen etwas höher gelegenen Stausee begonnen, dessen Mauer im Jahre 1959 fertiggestellt wurde. Den Planern des Projekts war bewusst, dass der kleine Ort Mansilla de la Sierra in den Fluten verschwinden würde und so errichtete man etwas höher eine neue Siedlung, in die jedoch nur etwa 150 Einwohner (von etwa 550 im Jahr 1950) umzogen – die meisten wanderten in andere Orte oder in die größeren Städte ab. Eine von zwei Brücken des alten Ortes aus dem 16. Jahrhundert wurde Stein für Stein demontiert und im neuen Ort als 'Denkmal' wiederaufgebaut. Während die spätgotische Pfarrkirche unterging, blieb eine oberhalb des alten Dorfes gelegene romanische Einsiedlerkirche (Ermita de Santa Catalina) erhalten. Alljährlich im September/Oktober sinkt der Pegelstand des Sees auf niedrige Werte, so dass die Ruinen des alten Ortes wieder aus dem Wasser auftauchen.

## Betrieb
Betreiber der Talsperre ist die Confederación Hidrográfica del Ebro (CHE). In der Staumauer sind mehrere Turbinen zur Stromerzeugung eingebaut; östlich der 80 Meter hohen Staumauer steht ein Umspannwerk. Über die erzeugten Energiemengen liegen keine Daten vor.